# Combera
Combera, biljni rod iz porodice pomoćnica smješten u tribus Benthamielleae, dio potporodice Cestroideae.. Sastoji se od 2 vrste polugrmova iz Južne Amerike, u srednjem i južnom Čileu i južnoj Argentini.
Rod je opisan u Hooker's Icones Plantarum 34: sub t. 3325. 1936.

## Vrste
1. Combera minima Sandwith
2. Combera paradoxa Sandwith